# اریک بوآیه
اریک بوآیه (فرانسوی: Éric Boyer‎؛ زادهٔ ۲ دسامبر ۱۹۶۳) دوچرخه‌سوار اهل فرانسه است.